# 6509 Giovannipratesi
A 6509 Giovannipratesi (ideiglenes jelöléssel (6509) 1983 CQ3) a Naprendszer kisbolygóövében található aszteroida. Henri Debehogne és Giovanni de Sanctis fedezte fel 1983. február 12-én.